# Église Notre-Dame de Béneauville
L'église Notre-Dame de Béneauville dite aussi chapelle Notre-Dame de Béneauville est une église catholique située à Moult-Chicheboville, en France.

## Localisation
L'église est située dans le département français du Calvados, sur la commune de Moult-Chicheboville. Béneauville et l'ancienne commune de Chicheboville ont été regroupées en 1835. Les deux paroisses étaient déjà unies à l'époque d'Arcisse de Caumont.

## Historique
L'abbaye de Troarn acquiert des terres à Béneauville à la fin du XIe pour les exploiter ; se crée une communauté et l'église sert de lieu de culte.
Dédié tout d'abord à Notre-Dame, s'y adjoignent par la suite des autels à saint Clair, saint François et Jeanne d'Arc. 
L'édifice date du XIIe et XIIIe. Le chœur est du XIIe et la nef a été modifiée le siècle suivant. Le clocher de charpente est ajouté au XIIIe.
Un clocher-pignon a remplacé en 1698 un ancien clocher de charpente. Des fenêtres romanes sont fermées. L'autel est changé en 1742 afin d'aménager une sacristie. D'autres travaux importants sont effectués en 1792. 
En 1923-1924 les cloches sont fondues car vétustes et remplacées par une neuve. 
L'édifice est inscrit au titre des monuments historiques le 4 octobre 1932, et électrifié dans les années 1950.  
Des travaux mettent au jour la charpente ancienne dans les années 1970, avec le rôle très actif du prêtre et d'habitants du village. 
Une restauration importante au début du XXIe a porté sur la toiture, les murs intérieurs et la litre funéraire ; outre une réfection des vitraux qui a été effectuée dans le même temps. La restauration est à peu près terminée.
L'édifice est ouvert au public lors de la nuit des églises, au début du mois de juillet, et lors des journées européennes du patrimoine.

## Description
La corniche du chœur conserve de très beaux modillons pourvus de sculptures humaines ou animales variées. Sont figurées des têtes, des animaux et des scènes dont un tonneau et un bras versant à boire. Selon Arcisse de Caumont ces éléments ainsi qu'une porte rendent remarquable le chœur.  
La corniche de la nef est en forme de dents de scie et il y avait des fenêtres étroites. 
La charpente est en forme de carène de bateau. La voûte du chœur conserve quatre vases acoustiques du XIIIe. 
L'intérieur de l'édifice possède de beaux chapiteaux historiés dont un consacré au martyre de Sainte Blandine datés de la deuxième moitié du XIe, et également des vignes. 
L'arcade de séparation entre la nef et le chœur présente à la fois des caractères romans et gothiques : la base et le chapiteau des piliers sont romans, alors que l'arcade est en ogive.
Une Litre funéraire de 1757 exécutée pour le seigneur du lieu est présente sur les murs de la nef et constitue « l'élément le plus intéressant du décor ». Elle porte les armoiries du seigneur, répétées régulièrement.
L'édifice comporte aussi un tabernacle  et un beau retable du XVIIIe, ce dernier élément étant orné d'un tableau du XIXe représentant l'Immaculée Conception. 